# André Storelli
Pour les articles homonymes, voir Storelli.
André Storelli né le 21 janvier 1911 à Cour-Cheverny et mort le 19 avril 2007 à Marolles (Loir-et-Cher), est un officier de marine français. Amiral, il est chef d'état-major de la Marine de 1970 à 1972.

## Biographie
André Storelli entre à l'École navale en septembre 1930 et en sort enseigne de vaisseau de 2e classe en octobre 1932 avec le brevet d'officier de transmission. Enseigne de vaisseau de  1re classe en octobre 1934 il embarque sur le sous-marin Diane puis sur le porte-avions Béarn. Officier élève de l’École des officiers transmetteurs en octobre 1935, il embarque sur les contre-torpilleurs Kersaint en 1936, Vautour en 1937, Gerfaut en 1938 puis Maillé-Brézé en 1939. Il est promu lieutenant de vaisseau en février 1940. Il embarque alors sur le croiseur léger Émile-Bertin puis en avril 1940 sur le croiseur léger Montcalm à bord duquel il participe aux opérations de Norvège. 
En mai 1940, il est embarqué sur le contre-torpilleurs Aigle puis est affecté à l'amirauté avant d'embarquer en août 1942 sur le torpilleur léger Bayonnaise, puis d'être affecté à terre, au Service central de la sécurité navale en août 1943. 
Il commande en 1944 à Alger le patrouilleur côtier Sabre puis l'aviso colonial Dumont-d'Urville en mai 1946 et est promu capitaine de corvette en décembre. Il est affecté quelque temps à terre à Toulon puis à Paris avant d'embarquer en 1951 sur le croiseur léger Gloire. 
Capitaine de frégate en août 1951, il embarque en 1952 sur le croiser léger Montcalm puis commande en 1954 l'aviso colonial La Grandière. À Paris en 1955, il est affecté à l’état-major général comme chef de la division transmissions puis comme chef d'état-major de l'escadre légère à Brest en 1957. 
Capitaine de vaisseau en septembre 1958, il est auditeur au Centre des hautes études militaires en 1959. Il commande l'école d'application des Enseignes de Vaisseau et le croiseur-école Jeanne-d'Arc de 1961 à 1963. Entre 1962 et 1963, il réussit l'exploit d'un tour du monde sur une seule ligne d'arbre, son bâtiment ayant perdu une de ses hélices à la sortie du canal de Panama. 
En août 1963, il est désigné au cabinet du ministre des Armées, Pierre Messmer, et est promu contre-amiral en octobre 1964. Adjoint au major général de la marine, il reçoit en mars 1966 le commandement du groupe aéronaval du Pacifique sur le porte-avions Foch lors des campagnes d'essais nucléaires français de 1966 et 1967. 
Il est désigné en 1967 à l’état-major général de la Marine puis commande les forces sous-marines avant d'être promu vice-amiral en novembre 1968. Nommé major général de la Marine, il prend rang et appellation de vice-amiral d’escadre en mars 1970. 
Il est nommé chef d'état-major de la Marine en mai 1971 et prend rang et appellation d'amiral en juillet 1971.
Il est versé dans la 2e section des officiers généraux en février 1972.
André Storelli est marié à Bernadette d'Irumberry de Salaberry, fille du comte d'Irumberry de Salaberry. André Storelli meurt le 19 avril 2007 au Château de Pezay, à Marolles dans le Loir-et-Cher,.
En 2023, une Préparation Militaire Marine ouvre dans le département de Loir-et-Cher et porte le nom "Amiral Storelli" en hommage.

## Distinctions
- Grand-croix de l'ordre national du Mérite (1985[6])
- Médaille de la Résistance française[1]
- Croix de guerre 1939–1945[1]
- Grand officier de la Légion d'honneur[1]